# Silica gel

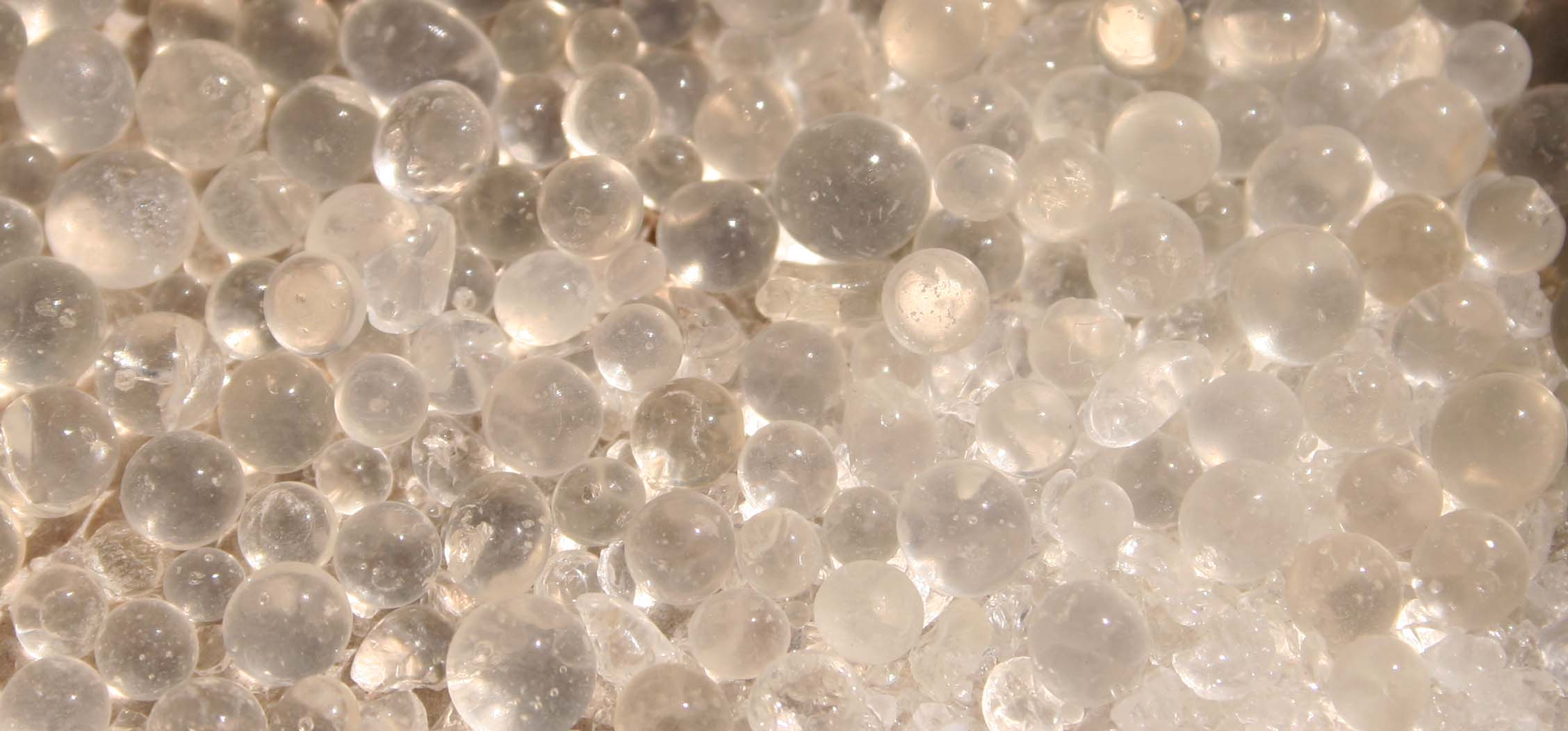
Các hạt silica gel

Đây là gói hút ẩm silica gel, bên trong chứa hạt hút ẩm silicagel. Bên ngoài in các thứ tiếng Anh, châu âu.

Đây là gói hút ẩm siica gel có hạt hút ẩm silicagel bên trong, bên ngoài in tiếng Anh và tiếng Việt

Silica gel hay gel axit silixic là một chất rất sẵn có trong tự nhiên, cộng thêm với tính năng ưu việt của nó trong các quá trình hóa học tạo nên cho silica gel một vị thế đáng được trân trọng. Silica gel thực chất là silic dioxide, ở dạng hạt cứng và xốp (có vô số khoang rỗng li ti trong hạt). Công thức hóa học đơn giản của nó là SiO2.nH2O (n<2), nó được sản xuất từ natri othosilicat (Na2SiO4) hoặc Silic TetraChloride (SiCl4). Hiện nay silica gel có vai trò rất quan trọng trong công nghệ hóa học từ đơn giản đến phức tạp. Silica gel được dùng rất nhiều làm xúc tác trong tổng hợp hữu cơ hóa dầu, lọc nước,...
Trong đời sống hàng ngày, người ta thường gặp silica gel trong những gói nhỏ đặt trong lọ thuốc tây, trong gói thực phẩm, trong sản phẩm điện tử. Ở đó, silica gel đóng vai trò hút ẩm để giữ các sản phẩm trên không bị hơi ẩm làm hỏng. Silica gel hút ẩm nhờ hiện tượng mao dẫn ở hàng triệu khoang rỗng li ti của nó, hơi nước bị hút vào và bám vào chỗ rỗng bên trong các hạt. Một lượng silica gel cỡ một thìa cà phê có diện tích tiếp xúc cỡ một sân bóng đá. Silica gel có thể hút một lượng hơi nước bằng 40% trọng lượng của nó và có thể làm độ ẩm tương đối trong hộp kín giảm xuống đến 40%.
Để chỉ thị tình trạng ngậm hơi nước của silica gel, người ta cho một ít cobalt chloride vào. Khi còn khô nó sẽ có màu hơi phớt xanh, khi bắt đầu ngậm hơi nước, nó chuyển dần sang màu xanh nhạt, rồi màu hồng, cuối cùng là trắng đục.
Khi silica gel đã ngậm no nước, ta có thể tái sinh nó bằng cách giữ nó ở nhiệt độ khoảng 110-120 độ C cho tới khi nào nó trở về màu phớt xanh.
Silica gel có hiệu quả hút ẩm và tính kinh tế cao so với các loại hút ẩm khác. Nơi sản xuất silica gel nhiều nhất là Thượng Hải, Thanh Đảo của Trung Quốc.